# Deutsches Wissenschafts- und Innovationshaus New York
Das Deutsche Wissenschafts- und Innovationshaus New York, kurz DWIH New York, (englisch: "German Center for Research and Innovation New York") ist Teil eines weltweiten Netzwerkes von insgesamt sechs Häusern, das vom Deutschen Akademischen Austauschdienst (DAAD) verwaltet und vom Deutschen Auswärtigen Amt finanziert wird.

## Organisation und Geschichte

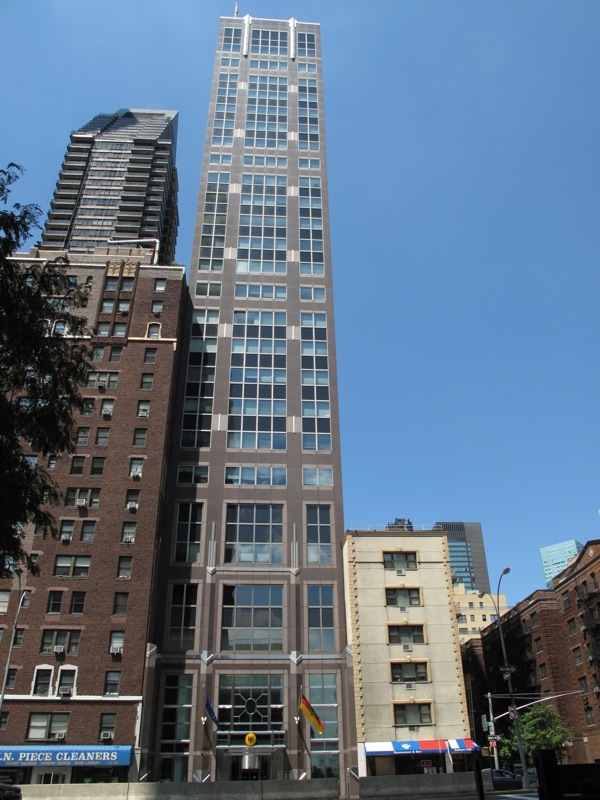
German House, New York

Das DWIH New York wurde am 19. Februar 2010 durch die damalige Bundesministerin für Bildung und Forschung Annette Schavan eröffnet. Die Deutschen Wissenschafts- und Innovationshäuser (DWIH) waren ein gemeinsames Projekt des Bundesministeriums für Bildung und des Auswärtigen Amtes und wurden gemeinsam vom DAAD und der Deutschen Forschungsgemeinschaft (DFG) geleitet. Die alleinige Verwaltung ging am 1. Januar 2017 auf den DAAD über. Eine zentrale Geschäftsstelle am Sitz des DAAD in Bonn koordiniert seit September 2017 das globale DWIH-Netzwerk. Finanziert wird das DWIH aus Mitteln des Auswärtigen Amtes. Die anderen fünf Häuser des Netzwerkes befinden sich in Neu-Delhi, Moskau, San Francisco, São Paulo und Tokio.
Die Räumlichkeiten des DWIH New York befinden sich im German House im Osten Manhattans, gegenüber des UNO-Hauptquartiers. In dem Gebäude befinden sich unter anderem auch ein Deutsches Generalkonsulat, die Ständische Vertretung Deutschlands bei den Vereinten Nationen, eine DAAD-Außenstelle und Verbindungsbüros einiger deutscher Hochschulen bzw. Hochschulverbünde sowie der DFG.
Jedes Haus wird von einem Direktor, der als Bindeglied zwischen DAAD und DWIH fungiert, geleitet. In den meisten Fällen ist der Direktor des DWIH auch Leiter der jeweiligen lokalen DAAD-Außenstelle. Die tagtäglichen Aktivitäten und die Programmarbeit werden durch einen Programmkoordinator beaufsichtigt, dem wiederum ein Kommunikations- sowie ein Programmbeauftragter unterstellt sind.
Seit seiner Gründung hatte das DWIH New York folgende Direktoren:
- Joann Halpern (2010–2017)[3]
- Nina Lemmens (2017–2018),[4]
- Benedikt Brisch (2019–2024)[5]
- Christian Strowa (seit 2024)[6]

Der lokale Beirat des DWIH New York besteht aus 25 Unterstützern. Diese sind teilen sich auf in Hauptunterstützer mit physischer Präsenz in den USA sowie assoziierten Unterstützern aus Deutschland. Aufgabe des Beirats ist die Programm- und Strategieentwicklung sowie die Überprüfung der Arbeit des DWIH. Zu den Unterstützern zählen Hochschulen, Hochschulverbünde sowie Organisationen aus Wissenschaft und Wirtschaft.

## Ziele und Aufgaben
Das DWIH New York versteht sich als Bindeglied zwischen der deutschen und US-amerikanischen Wissenschaft, Forschungslandschaft, Technologiebranche und Wirtschaft. Es fördert die Innovation und Zusammenarbeit zwischen beiden Ländern durch die Organisation eigener Veranstaltungen, aber auch Teilnahme an Konferenzen, Podiumsdiskussionen und Messen. Im Sinne der Wissenschaftsdiplomatie bietet das DWIH eine Austauschplattform für transatlantische Zusammenarbeit und bringt verschiedene Akteure aus Nordamerika und Deutschland zusammen. Außerdem gehört die Werbung für den Wissenschafts-, Technologie- und Innovationsstandort Deutschland zu den klassischen Aufgaben des DWIH.

## Veranstaltungen
Neben einer Reihe von Online- sowie vor-Ort-Veranstaltungen wie Podiumsdiskussionen und Workshops veranstaltet das DWIH New York seit 2019 einmal jährlich eine mehrtägige, kostenlose Konferenz unter dem Namen FUTURE FORUM an wechselnden Orten:
| Jahr | Titel                                                   | Ort              |
| ---- | ------------------------------------------------------- | ---------------- |
| 2019 | Demystify A.I.                                          | Brooklyn         |
| 2020 | Building Biopolis                                       | online           |
| 2021 | Before After                                            | Chicago & online |
| 2022 | Fabricating the Future                                  | Manhattan        |
| 2023 | From Crisis to Resilience                               | Manhattan        |
| 2024 | Science Diplomacy in an Era of Technological Disruption | Washington, D.C. |